# Бисоро
Бисоро е малък град в югозападната част на Камерун. Градът се намира на 37 km от Гвинейския залив.
В града има начално училище, построено през 1958 г., здравен център от 1982 г. и гимназия, създадена през септември 2007 г.
Според изчисленията от 2005 г., Бисоро има население от 5000 души.
| Портал | Портал „Африка“ съдържа още много статии, свързани с Африка. Можете да се включите към Уикипроект „Африка“. |